# The Neon Demon
The Neon Demon és una pel·lícula de terror psicològic del 2016 dirigida per Nicolas Winding Refn, co-escrita per Mary Laws, Polly Stenham, i Refn, i protagonitzada per Elle Fanning. La trama segueix un aspirant a model a Los Angeles la bellesa i la joventut del qual generen una intensa fascinació i enveja a la indústria de la moda. Els papers secundaris són interpretats per Karl Glusman, Jena Malone, Bella Heathcote, Abbey Lee, Desmond Harrington, Christina Hendricks i Keanu Reeves.
Una coproducció internacional entre França, Dinamarca i Estats Units, la pel·lícula va competir pel Palma d'Or al 69è Festival Internacional de Cinema de Canes, la tercera pel·lícula consecutiva dirigida per Refn després de Drive (2011) i Only God Forgives (2013) ). Als Estats Units, la pel·lícula es va estrenar a les sales el 24 de juny de 2016 per Amazon Studios i Broad Green Pictures. Es va obrir a crítiques polaritzades amb elogis per la direcció de Refn, les actuacions de Malone i Fanning, la partitura de Martínez i particulars elogis per a la fotografia de Braier, amb el guió i el contingut gràfic rebent crítiques. Finalment, va recaptar 3,6 milions de dòlars amb un pressupost de producció de 7,5 milions de dòlars.

## Argument
Després de la mort inexplicada dels seus pares, l'aspirant model Jesse de 16 anys s'acaba de mudar d'una petita ciutat sense nom a Geòrgia a Los Angeles. Coneix el fotògraf Dean, que fa la seva primera sessió, i l'artista de maquillatge Ruby, que presenta a altres models grans Gigi i Sarah, que estan interessades en el seu aspecte físic i en les seves experiències sexuals, que Jesse pretén haver tingut.
Jesse ha signat per Roberta Hoffman, la propietària d'una agència de models, que li diu que fingeixi que té dinou anys i la deriva a una sessió de prova amb el notable fotògraf Jack McCarther. El rodatge té èxit i la Gigi i la Sarah envegen la joventut de Jesse. Jesse va a una trucada de càsting per al dissenyador de moda Robert Sarno on la Sarah també és present. Sarno no li fa cas a la Sarah, però queda fascinat per la bellesa de Jesse. Desconcertada, la Sarah li pregunta com se sent ser a qui tothom admira. Jesse admet: "Ho és tot", i la Sarah es llança cap a ella. Jesse, allunyant-se, es talla la mà amb un fragment de vidre. La Sarah xucla la sang de la mà de Jesse i Jesse torna al seu motel i es desmaia, al·lucinant quan veu imatges abstractes.
A la desfilada de moda de Sarno, la Gigi parla amb Jesse sobre la cirurgia estètica. Quan Jesse està tancant l'espectacle, té al·lucinacions de formes triangulars abstractes i reflexos d'ella mateixa. Després de l'espectacle, Jesse surt amb Dean a un bar, on Sarno contrasta negativament l'aspecte millorat quirúrgicament de Gigi amb la bellesa natural de Jesse. Dean troba la conversa desagradable i intenta marxar amb Jesse, que es nega, exposant ara una persona narcisista.
Jesse té un malson de ser obligat per Hank, el lasciu propietari del motel, a empassar-se sexualment un ganivet. Es desperta i escolta que algú es mou amb el pany de la porta. Ella enganxa el forrellat i sent l'intrus irrompre a l'habitació del costat, agredint l'ocupant de tretze anys que hi ha a l'interior. Aterroritzada, truca a la Ruby, que convida a Jesse a casa seva. Ruby fa avenços sexuals cap a Jesse, que immediatament els rebutja. Jesse li revela a Ruby que és verge, i Ruby intenta agredir-la sexualment, però és repel·lida per Jesse. Rebutjada, Ruby va a la seva segona feina com a cosmetòloga en una morgue i es complau amb un cadàver femení.
Ruby torna a casa, on Jesse es troba amb la Gigi i la Sarah, que, juntament amb la Ruby, l'ataquen i persegueixen fins que Ruby l'empeny a l'extrem més profund de la piscina buida. Les dones carnissen Jesse amb ganivets i consumeixen parts del seu cos, abans de banyar-se a la seva sang. Ruby renta a l'atzar la piscina buida, es troba a la tomba sense senyal de Jesse i, a la nit, nua, dins de casa seva un torrent de sang brolla dels seus genitals mentre jau banyada pel clar de lluna.
L'endemà, la Gigi i la Sarah assisteixen a un dels rodatges de Jack amb una altra model anomenada Annie. Jack és de sobte captivat per la Sarah i acomiada l'Annie. Enmig del rodatge, la Gigi surt corrent, malalta de sobte. La Sarah veu la Gigi vomitar un dels globus oculars d'en Jesse. Ella crida de penediment: "Necessito treure-la de mi" i s'apunyala amb unes tisores, obrint-se l'abdomen verticalment. La Sarah veu morir Gigi i es menja el globus ocular regurgitat abans de tornar al rodatge.
A l'escena dels crèdits finals, una dona, la cara de la qual no es mostra però amb la jaqueta de Sarah, camina sola pel Desert de Mojave.

## Repartiment
- Elle Fanning com a Jesse
- Karl Glusman com a Dean
- Jena Malone com a Ruby
- Bella Heathcote com a Gigi
- Abbey Lee com a Sarah
- Desmond Harrington com a Jack McCarther
- Christina Hendricks com a Roberta Hoffman
- Keanu Reeves com a Hank
- Alessandro Nivola com a Robert Sarno
- Charles Baker com a Mikey
- Jamie Clayton com a director de càsting
- Jodie Turner-Smith com a assistent de Roberta Hoffman
- Houda Shretah com a assistent de Sarno

## Producció

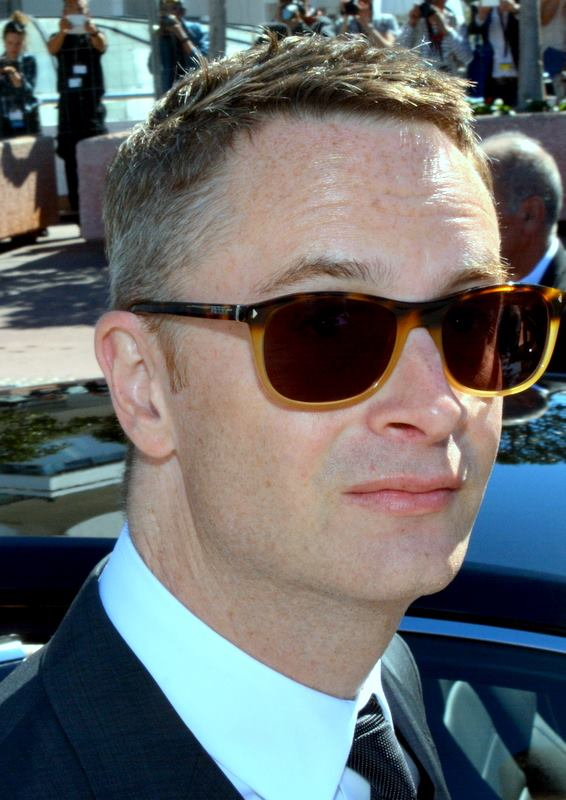
Director Nicolas Winding Refn promovent la pel·lícula al 69è Festival Internacional de Cinema de Canes.

El 22 d'octubre de 2013, es va anunciar que la nova pel·lícula de Refn després de Only God Forgives seria un "horror femení" ambientat a Miami o Tòquio amb "molt sexe" anomenada I Walk with the Dead, protagonitzat per Carey Mulligan  i Polly Stenham escrivint el guió. El 3 de novembre de 2014, la productora de Refn Space Rocket Nation juntament amb els seus cofinançadors Gaumont Film Company i Wild Bunch van anunciar qu la pel·lícula de Refn es titularia The Neon Demon, que es filmarà a Los Angeles a principis de 2015. Refn ha comentat sobre la concepció del projecte: "Em vaig despertar un matí fa un parell d'anys i vaig dir: 'Bé, mai vaig néixer bonica, però la meva dona sí', i em vaig preguntar com havia estat passar per la vida amb aquesta realitat", diu. "Vaig tenir la idea de fer una pel·lícula de terror sobre la bellesa, no per criticar-la o atacar-la, sinó perquè la bellesa és un tema molt complex. Tothom té una opinió al respecte."
El gener de 2015, Dazed va informar que el guió de la pel·lícula estava inspirat en Elisabet Bathory. En discutir el guió, que Refn va escriure conjuntament amb Mary Laws, va declarar: "Vaig decidir que havia fet prou pel·lícules sobre homes violents i volia fer una pel·lícula amb només dones a la pel·lícula, així que vaig fer aquesta història perquè la meva dona només anava a L.A. si haguéssim de viatjar fora de Copenhaguen. Així que em va ocórrer una idea i vaig anar a Los Angeles, i vaig triar aquesta dona anomenada Elle Fanning que és absolutament fantàstica, i ella va interpretar el paper principal." En entrevistes posteriors, Refn va declarar que visualitzava la pel·lícula com un "conte de fades per adults."

### Càsting

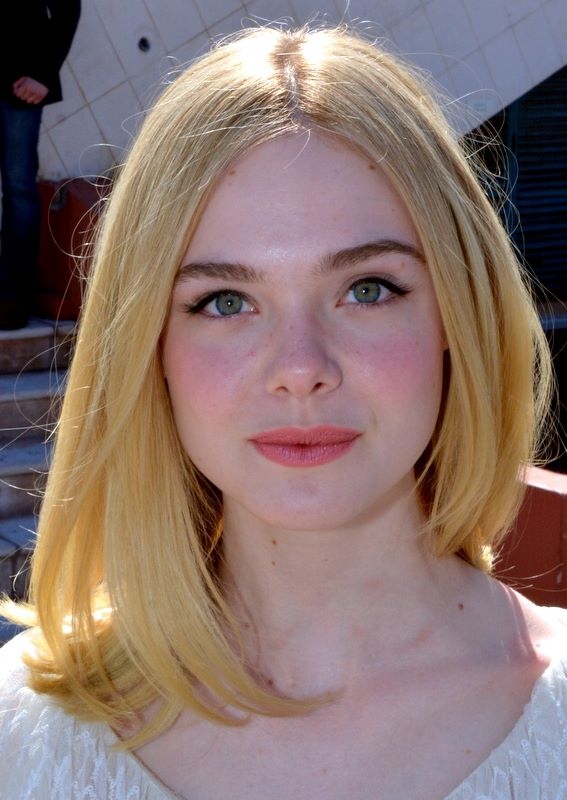
Elle Fanning al Festival de Canes.

El 6 de gener de 2015, Elle Fanning es va unir a la pel·lícula per interpretar una aspirant a model, atrapada en un món de bellesa i mort. Fanning va cridar l'atenció de Refn a causa de la seva dona, que havia estat impressionada per la seva actuació en una pel·lícula anterior. El 29 de gener, Abbey Lee es va afegir al repartiment per interpretar el paper de Sarah. El 5 de febrer es van afegir a la pel·lícula Keanu Reeves, Christina Hendricks, Jena Malone i Bella Heathcote. El 17 de març de 2015, Karl Glusman va ser contractat per protagonitzar la pel·lícula Desmond Harrington es va afegir al repartiment el 30 de març de 2015.

### Rodatge
La fotografia principal de la pel·lícula va començar a Los Angeles el 30 de març de 2015. Els exteriors es van rodar al centre de Los Angeles, mentre que les seqüències del motel es van rodar a un motel real a Pasadena. Natasha Braier va ser contractada com a director de fotografia.

### Banda sonora
El compositor Cliff Martinez, que va col·laborar amb el director Refn a Drive, va afirmar que les pel·lícules tenen estils similars, musicalment parlant, i va assenyalar que per The Neon Demon va buscar una "partitura electrònica escassa". Va declarar en una entrevista que la primera meitat de la pel·lícula s'assembla a "un melodrama com Valley of the Dolls, i la segona meitat és com  La matança de Texas." Segons Refn i Martinez, la banda sonora va estar influenciada per Giorgio Moroder, Goblin, Kraftwerk, Vangelis i Tangerine Dream.
La banda sonora de la pel·lícula es va publicar el 24 de juny de 2016, físicament i mitjançant descàrrega digital, abans de ser llançada en vinil el 8 de juliol de 2016 per Milan Records. Sia va compondre una cançó original per a la pel·lícula titulada "Waving Goodbye". El 24 de maig de 2016, als premis Cannes Soundtrack 2016, Cliff Martinez va ser reconegut millor compositor del festival de Canes per la seva banda sonora de The Neon Demon.
El nebot de Refn (i fill de l'actriu Brigitte Nielsen) Julian Winding va contribuir amb dos temes: "Demon Dance" i "Mine", aquest últim interpretat per la seva banda Sweet Tempest. Un àlbum de cançons seleccionades de Refn que va inspirar The Neon Demon es va publicar el 2017 amb el títol The Wicked Die Young.

## Llançament
El novembre de 2015, Amazon Studios va adquirir els drets de distribució de la pel·lícula als Estats Units, en col·laboració Broad Green Pictures. The Jokers van distribuir la pel·lícula a França. Scanbox Entertainment va distribuir la pel·lícula a Dinamarca.
La pel·lícula es va estrenar al 69è Festival Internacional de Cinema de Canes el 20 de maig de 2016, abans de sortir a França el 8 de juny de 2016. La pel·lícula es va estrenar a Dinamarca el 9 de juny, seguida de l'estrena àmplia als Estats Units el 24 de juny de 2016.
La pel·lícula es va estrenar en DVD i Blu-ray el 27 de setembre de 2016.

## Resposta crítica
The Neon Demon va rebre una resposta mixta de la crítica. Igual que l'anterior pel·lícula de Refn, Only God Forgives, la pel·lícula va rebre tant esbroncats com una gran ovació durant la seva estrena al Festival de Canes. Té una puntuació d'aprovació del 59% al lloc web de l'agregador de ressenyes Rotten Tomatoes, basat en 260 ressenyes, amb una puntuació mitjana de 6/10. El consens del lloc diu: "The Neon Demon té un estil seductor, però l'ull segur de Nicolas Winding Refn no pot compensar del tot una trama poc desenvolupada i uns personatges poc escrits." A Metacritic, la pel·lícula té una puntuació de 51 sobre 100, basada en 45 crítics, que indica "crítiques mixtes o mitjanes".
En escriure una crítica de quatre estrelles a The Guardian, Mark Kermode va dir que era "una pel·lícula impulsada pels mateixos plaers culpables que han sustentat durant molt de temps el treball de Refn", i va elogiar especialment l'actuació de Malone. Robbie Collin de The Daily Telegraph va donar a la pel·lícula cinc estrelles de cinc, afirmant: "Quan la pel·lícula arriba al seu punt final lògic, Refn no deixa de pressionar i, finalment, aterra en una seqüència tan al·lucinant, gairebé segurament, una astuta i brillant- remodelació de la revista del curtmetratge surrealista de Luis Buñuel i Salvador Dalí Un chien andalou, que tot el que pots fer és udolar o animar." Tirdad Derakhshani, escrivint per The Philadelphia Inquirer, va qualificar Refn d'un "artista visionari atrevit... capaç de delectar-se amb la cultura de la gratificació instantània alhora que la sotmeta a la crítica", donant a la pel·lícula tres i mitja de quatre estrelles i anomenant-la una "obra mestra brutal". Rene Rodriguez de The Miami Herald va escriure positivament sobre els aspectes visuals de la pel·lícula i fer cinema experimental, escrivint: "Queixar-se que The Neon Demon no té substància o que no té res a dir sobre la nostra obsessió cultural per la bellesa és perdre's el concurs boig i trencat que es desenvolupa davant teu. No totes les pel·lícules estan pensades per ser llegides com els llibres; alguns estan pensats per ser experimentats", va anomenar-la "pel·lícula que està garantit per provocar reaccions fortes". Va concedir a la pel·lícula tres de quatre estrelles. L'escriptora Natasha Stagg va interpretar la pel·lícula a través de la teoria del desig mimètic de René Girard, i va especular que el seu fracàs a taquilla es devia al fet que la seva substància estava "massa a prop del seu propi objectiu".
Owen Gleiberman de Variety va donar a la pel·lícula una crítica mixta: "Una pel·lícula de terror és el que The Neon Demon és (una mena de). Està ambientada al món de la mode de Los Angeles, i és el tipus de pel·lícula en què els models semblen maniquís que semblen cadàvers de pel·lícula slasher i els cadàvers semblen objectes d'amor. La bellesa es barreja amb la carn destrossada, i cada imatge molestament esmaltada sembla haver sortit de Twin Peaks: Fire Walk with Me o The Shining o una versió molt malaltissa d'un anunci de Calvin Klein. Cada escena, cada pla, cada línia de diàleg, cada pausa està composta de manera tan hipnòtica, tan luxosament deliberada, que el públic no pot deixar de suposar que Refn sap exactament què està fent, que ens prepara per matar. Ell ho és, però no si estàs a la recerca d'una pel·lícula que tingui sentit. (Oh, això.)" Todd McCarthy de The Hollywood Reporter va donar a la pel·lícula una crítica negativa i la va anomenar "[una] insípida, amb un ritme pesat, crítica al·legòrica del món del modelatge, els habitants del qual bullint gelosos no poden esperar a mastegar-se literalment i escopir-se mútuament". Glenn Kenny de The New York Times va criticar la pel·lícula com a "ridícula i pueril" i va opinar: "El Sr. Refn compon imatges sorprenents, però totes són de segona mà: fals Fellini, fals David Lynch i així successivament." Tim Robey The Telegraph va considerar The Neon Demon la "pel·lícula més ofensiva de l'any", citant específicament la seva seqüència de necrofília com a explotadora, tot i que va admetre que no és "cap culpa de Malone, que es compromet a convertir-la en una angoixa i desesperada, si és inevitable un minut més o menys repugnant de temps de pantalla. És una qüestió de context i de com aquesta escena, que està sola, que no avança res en l'arc general de la història, i és una de les poques que no inclou Fanning, s'insereix en la tesi general de la pel·lícula."
La revista de cinema francesa Cahiers du cinéma va nominar The Neon Demon la tercera millor pel·lícula de 2016.